# オクターブの法則
- オクターブの規則

オクターブの法則（オクターブのほうそく、仏: règle des octaves、英: rule of the octave）は、全音階（ダイアトニック・スケール）に一般的な慣行を反映して和声を付ける例である。通奏低音での慣行に由来しており、バスに置かれた音階にそれぞれどの和音を当てられるか、特に数字が付けられていないときに探るための手軽な手段を与えてくれる。オクターブの音を和声付けする和音について最初に言及したのはアントニオ・ブルスキ (Antonio Bruschi) によって、1711年のことと考えられ、この名称はフランソワ・カンピオンによって1716年に付けられた。オクターブの法則はパルティメント集における"regole"（法則）の基礎も形成している。「法則」とはいっても変型版がいくつかあり、ベースラインの上行と下行には異なる和音で異なる和声が付けられているのがふつうである。長音階および短音階には異なるバージョンが示されている。ジョン・ハイルズによる長音階を一例として挙げる。